# MQ-25 Stingray
MQ-25 Stingray — безпілотний літальний апарат (БпЛА) дозаправлення в повітрі палубного базування, створений на замовлення Військово-морських сил США компанією Boeing з метою розширення бойового радіуса дії палубної авіації авіаносців США.
Планер MQ-25 має малопомітну форму фюзеляжу, прямі крила, що складаються для зменшення габаритів, та V-подібне хвостове оперення. Літак оснащений турбовентиляторним двигуном Rolls-Royce AE 3007N і здатний передавати до 6,8 тонни пального на відстані понад 900 км від авіаносця.
2019 року прототип Boeing MQ-25 Stingray T1 виконав перший політ, а 2021 року першим у світовій практиці здійснив дозаправлення у повітрі літаків. Цими літаками були літаки палубної авіації F/A-18 Super Hornet, EA-18G Growler, F-35C та E-2 Hawkeye. Подальші випробування MQ-25 на борту авіаносця USS George H.W. Bush продемонстрували його сумісність із палубною інфраструктурою та палубними літаками. На початку 2025 року керівництво ВМС повідомило, що серійні MQ-25А Stingray будуть інтегровані в авіакрило авіаносця 2026 року.

## Передумови та реалізація проєкту
Наприкінці 1990-х років Повітряні сили США (ПС США) та Військово-морські сили США (ВМС США) розпочали програму під егідою Агентства передових оборонних дослідницьких проєктів США (DARPA) зі створення безпілотних бойових малопомітних літальних апаратів багатоцільового призначення.

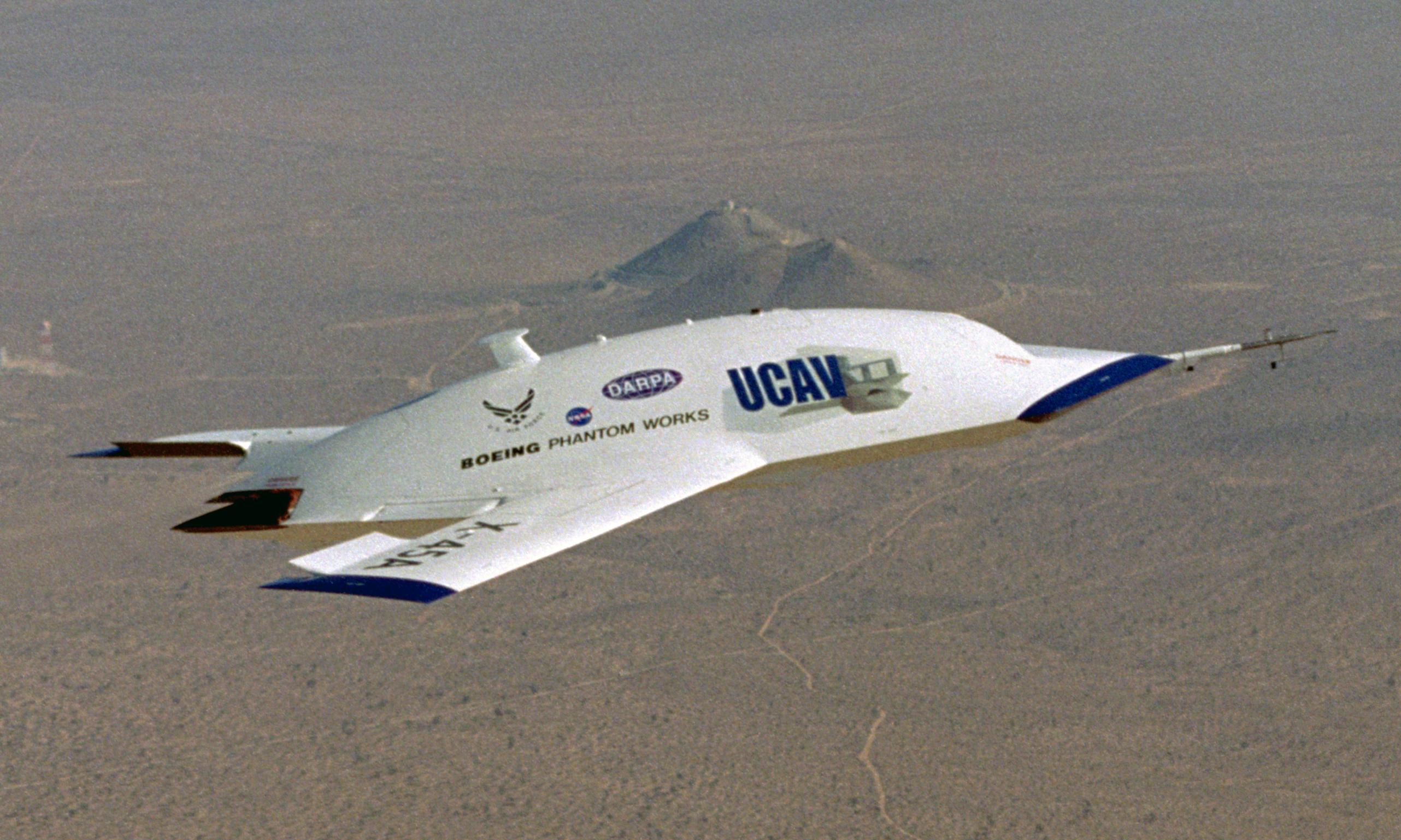
Перший демонстратор технології БпЛА X-45A у шостому тестовому польоті 19 грудня 2002 року.

2003 року DARPA впровадила програми «Безпілотний бойовий літальний апарат» (англ. Unmanned Combat Aerial Vehicle — UCAV) для ПС США, а для ВМС — «Безпілотний бойовий літальний апарат — військово-морський» (англ. Unmanned Combat Aerial Vehicle - Naval — UCAV-N). Виконання програм доручили двом компаніям, які подали заявки — Boeing і Northrop Grumman; обидві компанії отримали по 2 млн доларів. У підсумку були створені два демонстраційні апарати: Boeing X-45 за програмою UCAV та X-47 Pegasus за програмою UCAV-N. Обидва апарати малої радіолокаційної помітності були створені за технологією стелс, з двигунами, захованими глибоко в фюзеляжі, повітрозабірниками, виведеними над фюзеляжем, бомбовими відсіками. Через подібність проєктів було вирішено об'єднати обидві програми в одну спільну для обох видів збройних сил під назвою J-UCAS (англ. Joint Unmanned Combat Air System). У березні 2006 року ПС США вийшли з програми J-UCAS, оскільки були зацікавлені у створенні БпЛА лише ударного типу, і проєкт X-45B/C більше не розроблявся. Водночас ВМС також припинили свою участь у проєкті J-UCAS, але продовжили власну програму, яка отримала позначення UCAS-D (Безпілотна бойова авіаційна система — демонстрація). Її метою було створення демонстраційного зразка безпілотного бойового літака.
ВМС, Міністерство оборони США та Конгрес США постійно аналізували та узгоджували різні можливі конфігурації палубного бойового БпЛА та типи місій, у яких він міг би брати участь. Ці обговорення привели до створення програми палубного БпЛА повітряного спостереження та удару (англ. Unmanned Carrier-Launched Airborne Surveillance and Strike — UCLASS), вимоги до якої Міністерство оборони схвалило 2011 року. Початкова концепція UCLASS передбачала створення малопомітної ударної платформи, здатної проникати крізь ворожу ППО. Вимоги до ударної сили БпЛА були зменшені на користь створення літака, орієнтованого на розвідку, спостереження та рекогностування (англ. Intelligence, Surveillance, Reconnaissance — ISR). Ударні місії залишалися як потенційний варіант на майбутнє.

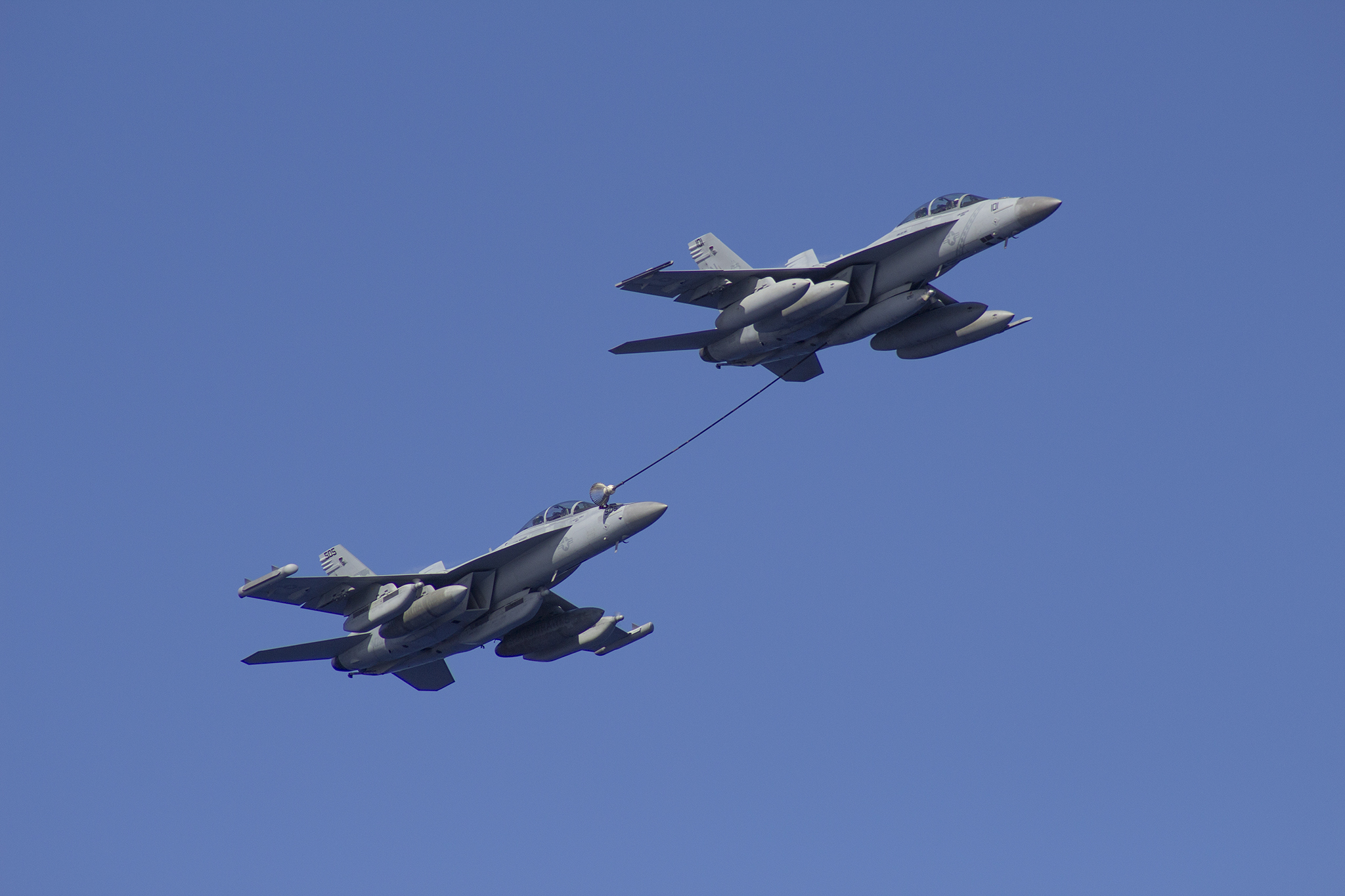
F/A-18E Super Hornet (праворуч) здійснює дозаправлення палубного літака EA-18G Growler

У липні 2011 року ВМС США надали початкове фінансування на попередні дослідження нового палубного безпілотного літального апарату компаніям Boeing, Lockheed Martin, Northrop Grumman та General Atomics Aeronautical Systems. 10 червня 2013 року ВМС США опублікували попередній запит на комерційну пропозицію до виробників щодо опрацювання попереднього проєкту безпілотника. Очікувалося, що новий літак:
- зможе діяти в повітрі в операційній зоні авіаносця протягом 24 годин в радіусі 1100 км від материнської палуби, або виконувати завдання на відстані від неї до 3700 км;
- буде спроможний виконувати злети та посадки за умов стану моря 7 балів та висоти хвиль до 9 метрів;
- зможе виконувати розвідувальні завдання, відстеження, цілевказання та знищення виявлених та ідентифікованих цілей;
- його ударна сила становитиме 454 кг озброєння у бомбових відсіках фюзеляжу; матиме малу радіолокаційну помітність і систему зв'язку сумісну з усіма системами зв'язку авіаносця;
- також вперше була поставлена вимога щодо можливості виконання функції літака-паливозаправника.

Заявки на тендер подали Lockheed Martin з проєктом Sea Ghost на базі RQ-170 Sentinel, Northrop Grumman з проєктом модернізації X-47B, Boeing з версією Phantom Ray та General Atomics Aeronautical Systems з військово-морською версією — Sea Avenger. 14 серпня 2013 року ці компанії отримали по 15 мільйонів доларів на завершення та представлення початкових проєктів. Крім того, Northrop Grummann була зобов'язана надати іншим учасникам результати випробувань X-47B.
Після інтенсивних дебатів щодо того, чи має майбутній палубний безпілотник UCLASS ВМС бути далекобійним стелс-бомбардувальником чи легкоозброєним розвідником, Міністерство оборони США в лютому 2016 року обрало більш нагальний, потрібний і дешевший варіант — концепцію безпілотного заправника з системою дозаправлення в повітрі (англ. Carrier-Based Aerial-Refueling System — CBARS), можливостями ISR та ретрансляції зв'язку, який буде інтегрований в авіакрило палуби. Спочатку безпілотник отримав позначення MQ-XX, потім RAQ-25 (англ. Reconnaissance and Attack Unmanned — розвідувальний та атакувальний), а в липні 2016 року його остаточно позначили як MQ-25A Stingray. Планувалося, що за розміром він буде приблизно як винищувач Super Hornet, не буде малопомітним і матиме обмежені ударні, розвідувальні та ретранслювальні можливості. Аргументуючи такий вибір на користь БпЛА-дозаправника палубного базування, ВМС пояснили, що літак вивільнить ударні винищувачі F/A-18E/F Super Hornet від функції дозаправлення в повітрі палубних авіакрил (від 20 до 30 відсотків бойових вильотів Super Hornet є місіями з заправлення), що зменшить очікуваний дефіцит винищувачів ВМС, дозволить їм зосередитися на бойових завданнях та розширить оперативну дальність ударних літаків. Замість того, щоб інвестувати в бойові дрони, новий бюджетний план ВМС на 2017 рік передбачав придбання більшої кількості пілотованих палубних винищувачів, як F/A-18E/F Super Hornet (5 літаків у 2016 фінансовому році, 2 літаки на заміну бойових втрат у 2017 році, 14 літаків у 2018 фінансовому році), так і прискорення розроблення та закупівлі малопомітних палубних винищувачів F-35C Joint Strike Fighters (15 винищувачів у 2017 році), щоб покрити поточний дефіцит ударних винищувачів. Варіант БпЛА з ударними можливостями був відкладений на пізніше. Щоб звільнити Super Hornet від функції дозаправлення в повітрі, концепція ВМС передбачала відстань між безпілотником-дозаправником та авіаносцем до 900 кілометрів з вмістом близько 6800 кілограмів пального.
2018 році компанія Boeing виграла контракт на 805 мільйонів доларів на виробництво перших чотирьох літаків MQ-25A Stingray у конкурсі, в якому також брали участь General Atomics та Lockheed Martin (25 жовтня 2017 року Northrop Grumman оголосила про вихід з участі в тендері, оскільки розробляла безпілотник з дещо іншими параметрами, ніж змінені вимоги ВМС). Заявка від Boeing була підсилена прототипом, який компанія побудувала 2014 року для відхиленої програми палубного ударно-розвідувального БпЛА (UCLASS). Оголошення про контракт було опубліковано 30 серпня 2018 року: «Компанії Boeing Co. з міста Сент-Луїс, штат Міссурі, надається контракт з фіксованою ціною та цільовим стимулюванням на суму 805 318 853 доларів США на проєктування, розроблення, виготовлення, випробування, перевірку, сертифікацію, постачання та підтримку чотирьох безпілотних літальних апаратів MQ-25A, включаючи інтеграцію в авіакрило палуби для забезпечення початкової оперативної готовності ВМС». У контракті ВМС запланували, що перші чотири MQ-25A Stingray досягнуть початкової оперативної здатності (англ. Initial Operational Capability — IOC) на палубах авіаносців 2024 року. Перші планери мали піднятися в повітря до 2021 року, а потім ВМС повинні провести випробування на придатність авіаносця, модифікувати авіаносці для підтримки пункту управління, навчити обслугу та пілотів, побудувати достатній логістичний ланцюг та виконати інші критерії для підтримки IOC 2024 року.
2020 року ВМС США уклали з Boeing контракт на 84,7 мільйона доларів на купівлю ще трьох літаків. Як повідомило Міністерство оборони США, за контрактом ці три літаки MQ-25 мають бути збудовані до серпня 2024 року.
2023 року контрадмірал Стівен Тедфорд, виконавчий директор програми безпілотної авіації та ударної зброї, під час презентації на симпозіумі Військово-морської ліги з питань моря, повітря та космосу (англ. Navy League Sea Air and Space) повідомив, що через затримку виробництва MQ-25A Stingray, перший БпЛА, розгорнутий на авіаносцях США, служитиме заправником у повітрі, починаючи з 2026 року. Початкове розгортання було заплановано на 2025 рік, а перше розгортання — на 2026 рік на борту USS Theodore Roosevelt (CVN-71). Виробник MQ-25, компанія Boeing, на початку квітня 2023 року пояснила затримку тривалим впливом COVID-19. Через затримку, 2023 року ВМС вимушено затвердили новий графік програми MQ-25, відклавши етапи випробувань на один — три роки: початок льотних випробувань конструкторського варіанта літака (англ. Engineering Design Model — EDM) перенесли з 2022 на 2025 рік, а початкове малосерійне виробництво (англ. Low-Rate Initial Production — LRIP) — з 2023 на 2025 рік.
ВМС включили до бюджету на 2024 фінансовий рік 220,4 мільйона доларів на три літаки, з планом придбання 22 планерів до 2028 року. У бюджетному запиті на 2025 рік ВМС США заклали 898 мільйонів доларів на закупівлю трьох MQ-25 і продовження розроблення та випробувань. Загалом програмою передбачено створення 76 літаків, з них дев'ять — випробувальних та дослідницьких.
2024 року компанія Boeing поставила ВМС літак для статичних випробувань, запланувавши поставити конструкторську модель 2025 року. Того ж року вона офіційно перейшла до стадії серійного виробництва MQ-25 Stingray для ВМС США. У грудні 2025 року заплановано перший політ серійної машини MQ-25A Stingray у рамках етапу, який передбачає створення й випробування дослідно-серійних зразків для підтвердження технічних характеристик і готовності до масового виробництва (англ. Engineering and Manufactring Development — EMD).
У бюджетному поданні до Конгресу на 2025 фінансовий рік ВМС запросили 898 мільйонів доларів на програму MQ-25 Stingray, зокрема, 683,1 мільйона доларів на фінансування закупівель — 553 мільйони доларів на три літаки LRIP, 130,1 мільйона доларів на систему безпілотного управління місіями UMCS — та 214,9 мільйона доларів на дослідницькі та дослідно-конструкторські роботи (англ. Research, Development, Test, and Evaluation — RDT&E). Ухвалена Палатою представників версія законопроєкту про оборонні асигнування профінансувала програму MQ-25 без змін у запиті. Тому 2025 фінансовий рік стане першим роком закупівлі літаків LRIP. Управління підзвітності уряду США (англ. Government Accountability Office — GAO) 2024 року оцінило загальну вартість програми MQ-25 Stingray приблизно в 14,9 мільярда доларів, а вартість придбання одиниці — в 195 мільйонів доларів.

## Виробнича база MQ-25
17 вересня 2021 року компанія Boeing повідомила, що розпочала в регіоні Великого Сент-Луїса в штаті Іллінойс будівництво високотехнологічного заводу з серійного виробництва літака MQ-25. Завершення будівництва нового заводу з цифровим проєктуванням та виробництвом літаків, площею 29 000 квадратних метрів в аеропорту MidAmerica St. Louis в Маскуті поблизу заводу Boeing у Сент-Луїсі та вартістю 200 мільйонів доларів було заплановано на 2024 рік. Спочатку на заводі мало працювати приблизно 150 механіків, інженерів та допоміжного персоналу, у разі додаткових замовлень кількість працівників може сягати до 300 осіб. Протягом двох років Boeing та ВМС проводили льотні випробування випробувального комплексу MQ-25 T1 в аеропорту MidAmerica, звідки T1 заправляв F/A-18 Super Hornet, E-2D Hawkeye та F-35C Lightning II. Більшість із 70 MQ-25, запланованих ВМС для закупівлі, буде побудовано на новому заводі. До цього часу Boeing виробив перші сім літаків MQ-25, а також два зразки для наземних випробувань на своїх заводах у Сент-Луїсі. Офіс програми MQ-25, включаючи його основну команду інженерів, залишається в Сент-Луїсі. Повномасштабне виробництво літака MQ-25 на новому заводі компанія Boeing розпочала після його відкриття 2024 року.

## Приготування MQ-25 Stingray до бойового впровадження

### Етапи випробувань

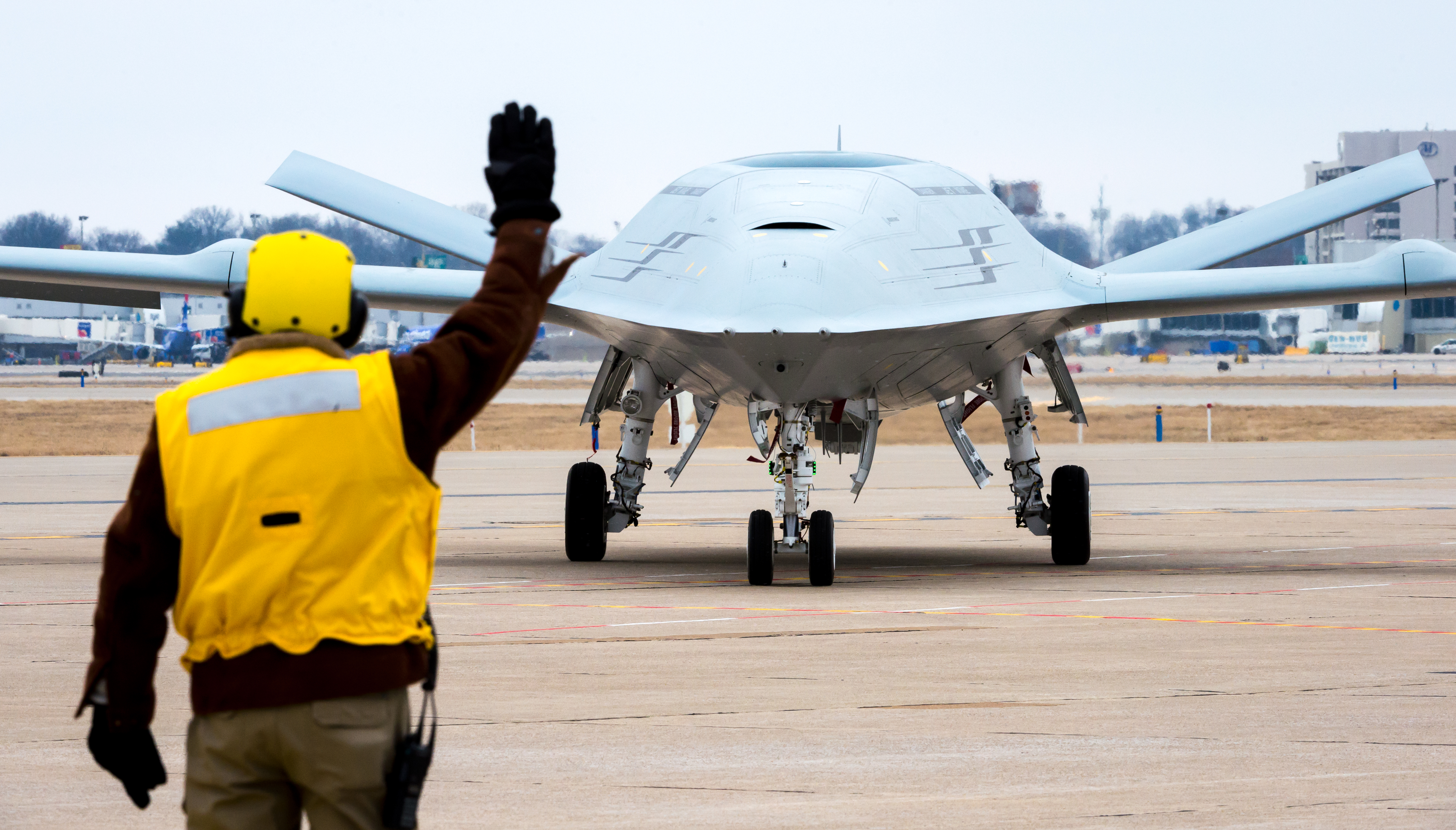
Boeing MQ-25 Stingray під час проб керування на базі MidAmerica St. Louis, 2018

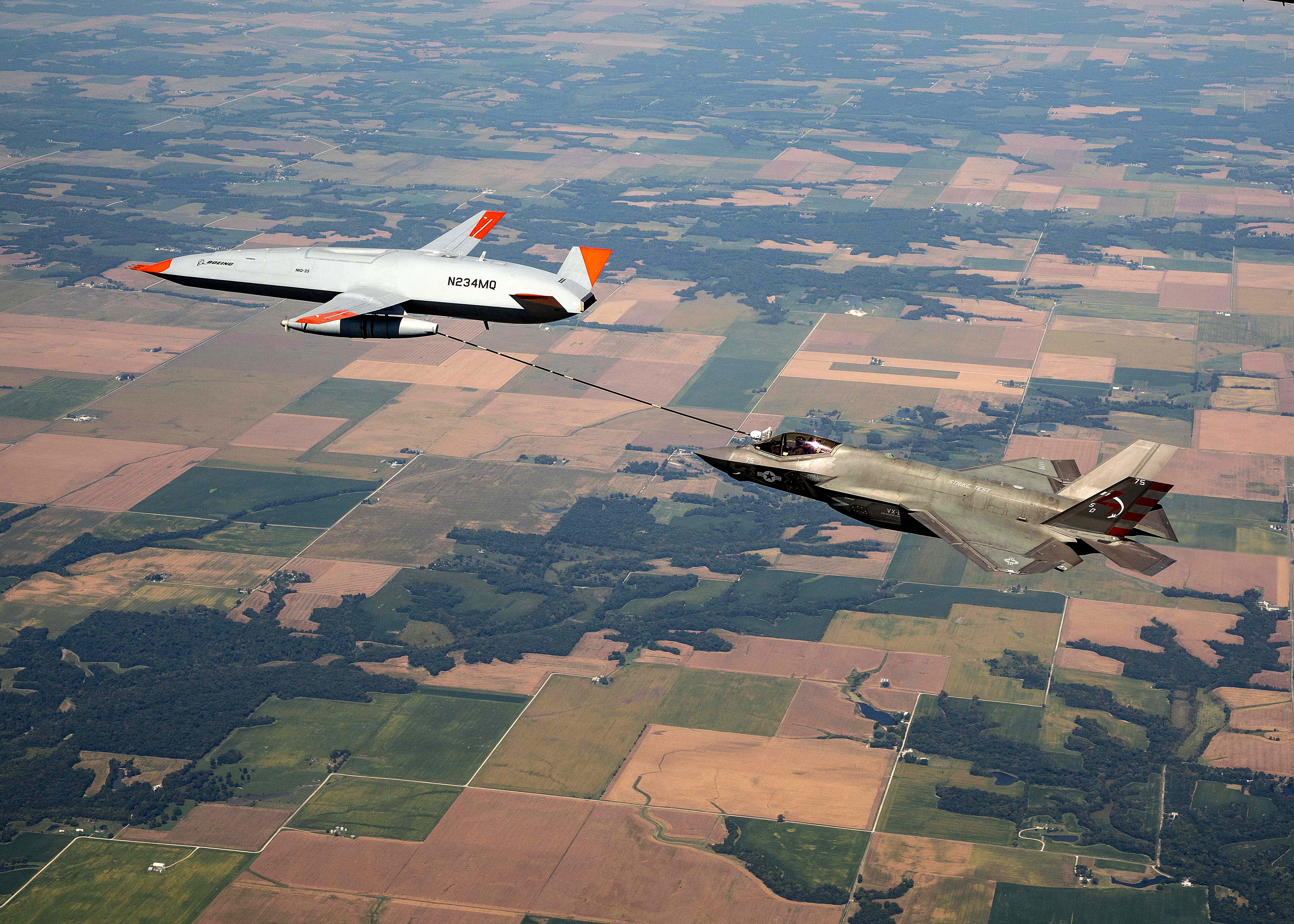
Безпілотний Boeing MQ-25 T1 Stingray (ліворуч) у випробовувальному польоті вперше заправляє пілотований винищувач F-35C Lightning II способом «штанга-конус», 13 вересня 2021 р.

Прототип MQ-25, позначений як T1 (англ. Tail ), здійснив свій перший випробувальний політ у вересні 2019 року та отримав сертифікат експериментальної льотної придатності від Федерального авіаційного управління США (FAA) — N234MQ.
У грудні 2020 року компанія Boeing вперше здійснила політ випробувального літака MQ-25A T1 з паливним контейнером. Політ, який тривав 2,5 години, був виконаний пілотами-випробувачами Boeing, які керували БпЛА з наземної станції управління в аеропорту MidAmerica St. Louis у Маскуті. Під час польоту було випробувано аеродинаміку безпілотного паливозаправника з контейнером, встановленим під крилом. Система «штанга-конус» (англ. probe-and-drogue), виготовлена компанією Cobham, є такою ж, що використовується винищувачами Boeing F/A-18E/F Super Hornets ВМС США для дозаправлення у повітрі. Компанія Boeing заявила, що продовжуватиме співпрацювати з ВМС США для проведення випробувальних польотів з метою удосконалення механізму висування-втягування гнучкого шланга та гальма, які містяться в заправному контейнері.
До середини 2021 року MQ-25 T1 виконував польоти, під час яких у всьому діапазоні польотного режиму випробовували аеродинаміку як літака, так і модуля дозаправлення в повітрі, а також проводили моделювання дозаправлення з використанням цифрових моделей MQ-25.
4 червня 2021 року MQ-25 T1 здійснив з аеропорту MidAmerica перше випробувальне дозаправлення паливом за стандартною системою «штанга-конус» палубного винищувача ВМС США F/A-18F Super Hornet. Обидва літаки вилетіли з аеропорту MidAmerica St. Louis. Під час польоту, що тривав понад чотири години, F/A-18F випробовував різні підходи до MQ-25 T1, яким керували з наземної станції управління, котра перебувала на радіозв'язку з винищувачем. Під час дозаправлення MQ-25 T1 випустив гнучкий шланг з кінцевим елементом — конусом з парашутом (англ. drogue), який аеродинамічно стабілізує шланг у польоті. Пілот літака-приймача F/A-18, оснащеного заправною штангою (англ. probe), наблизив літак ззаду і знизу до MQ-25 T1 та направив заправну штангу точно в центр конуса. Після кількох сухих з'єднань між винищувачем і БпЛА, останній успішно перепомпував зі своєї ємності 150 кілограмів палива до F/A-18.
У серпні 2021 року відбулося перше дозаправлення палубного літака дальнього радіолокаційного виявлення й управління (АВАКС) E-2D Advanced Hawkeye. Місяць по тому, 13 вересня 2021 року, Boeing MQ-25 T1 також вперше дозаправив паливом палубний винищувач F-35C Lightning II. Обидва літаки вилетіли у випробувальний політ з аеропорту MidAmerica. Винищувач під'єднався до конуса заправлювального шланга безпілотника MQ-25 на каліброваній повітряній швидкості (повітряній швидкості, скоригованій на похибку приладів та місцезнаходження) 417 км/год та висоті 3050 метрів. З наземної станції керування оператор ініціював перепомповування палива з T1 до F-35C.
Таким чином, після успішного дозаправлення в повітрі палубних літаків трьох типів (F/A-18 Super Hornet, E-2D Hawkeye та F-35C Lightning II) MQ-25 T1 став першим безпілотним літальним апаратом в історії, який заправив паливом у повітрі інший літак. Прототип T1 дозволив Boeing та ВМС отримати випередження в тестуванні концепцій заправлення вже перед тим, як інженерно-виробничі версії MQ-25A надійшли до складу флоту. Наступні льотні випробування MQ-25 T1, які полягали в розширенні діапазону польоту, випробуванні двигуна також пройшли успішно.
Після свого першого польоту у 2019 році станом на вересень 2021 року MQ-25 T1 здійснив 36 випробувальних польотів, налітав приблизно 125 годин, що надало програмі цінну інформацію про аеродинаміку, силову установку, наведення та керування і допомогло команді Boeing приймати обґрунтовані рішення щодо проєктування літального апарату та створення його програмного забезпечення.

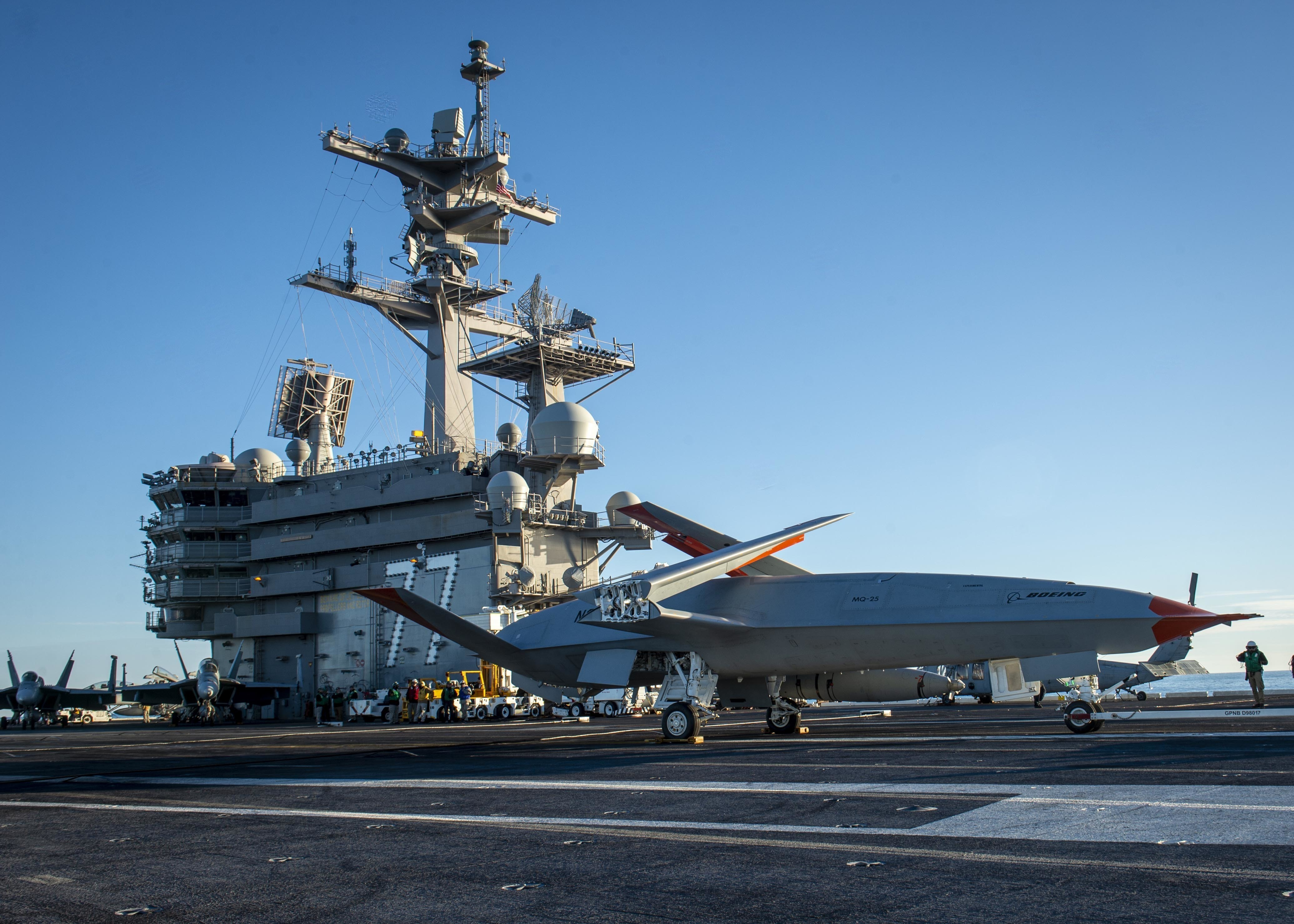
Boeing MQ-25 на льотній палубі авіаносця USS George H. W. Bush (CVN-77), 12 грудня 2021 року

З 20 грудня 2021 року ВМС і Boeing випробовували літак на борту авіаносця USS George H. W. Bush (CVN-77) з метою переконатися, чи може MQ-25 T1 успішно інтегруватися в середовище палуби, а також оцінити функціональність, можливості та керованість системи керування палубою як у денних, так і в нічних умовах. Проби полягали у маневруванні на палубі, підключенні до стартової катапульти, керуванні палубою, очищенні посадкової зони та паркуванні на палубі. Використовуючи нову систему дистанційного керування MQ-25 T1 легко та ефективно переміщався палубою авіаносця, демонструючи добру сумісність із палубною інфраструктурою. За результатами тестів MQ-25 T1 був успішно інтегрований у палубне середовище авіаносця, підтвердивши функціональність літака та систем керування палубою.
Звичайно, конструкторські (EDM) і серійні моделі MQ-25А мають додаткові експлуатаційні можливості супроти прототипу T1, які забезпечують максимальну придатність літака для служби на морі в бойових умовах. Протягом 2025 року компанія Boeing зобов'язалася поставити перший літак для льотних випробувань. Спочатку випробування будуть проводитися в Сент-Луїсі, після чого на час програми льотних випробувань його доправлять до авіабази ВМС Patuxent River (штат Меріленд). Додаткові випробування будуть проведені в Лейкхерсті (штат Нью-Джерсі) та на авіабазі Еглін (штат Флорида). Після того, як серійні MQ-25 Stingrays 2026 року потраплять на авіаносці, ВМС розпочнуть серію випробувань для інтеграції дозаправника з рештою авіакрила.
Хоча планер Stingray був найпомітнішою частиною програми, він становив лише третину загальної програми. Зокрема, командування повітряних систем ВМС розробило палубну станцію керування, а також систему для мережевого зв'язку літака з авіаносцем та рештою авіакрила, спираючись на програму повітряного спостереження та удару безпілотних палубних ракет.

### Навчальний центр VUQ-10
VUQ-10 — десята безпілотна палубна багатоцільова ескадрилья — це ескадрилья підготовки льотних кадрів флоту (FRS) для MQ-25 Stingray. Первинна місія VUQ-10 — підтримка випробувань MQ-25, яка полягає в тому, щоб укомплектувати, навчити та оснастити авіаторів та моряків для експлуатації MQ-25 в оперативних умовах. VUQ-10 була створена 1 жовтня 2022 року. ЇЇ навчальний центр розташований на авіабазі ВМС Patuxent River. На тій же авіабазі ескадрилья співпрацює з 1-ю і 23-ю ескадрильями авіаційних випробувань (VX-1, VX-23) щодо навчання та розроблення операційних і технічних процедур для Stingray. VUQ-10 з часом перейде на авіабазу Point Mugu, (штат Каліфорнія).

## Характеристика літака MQ-25

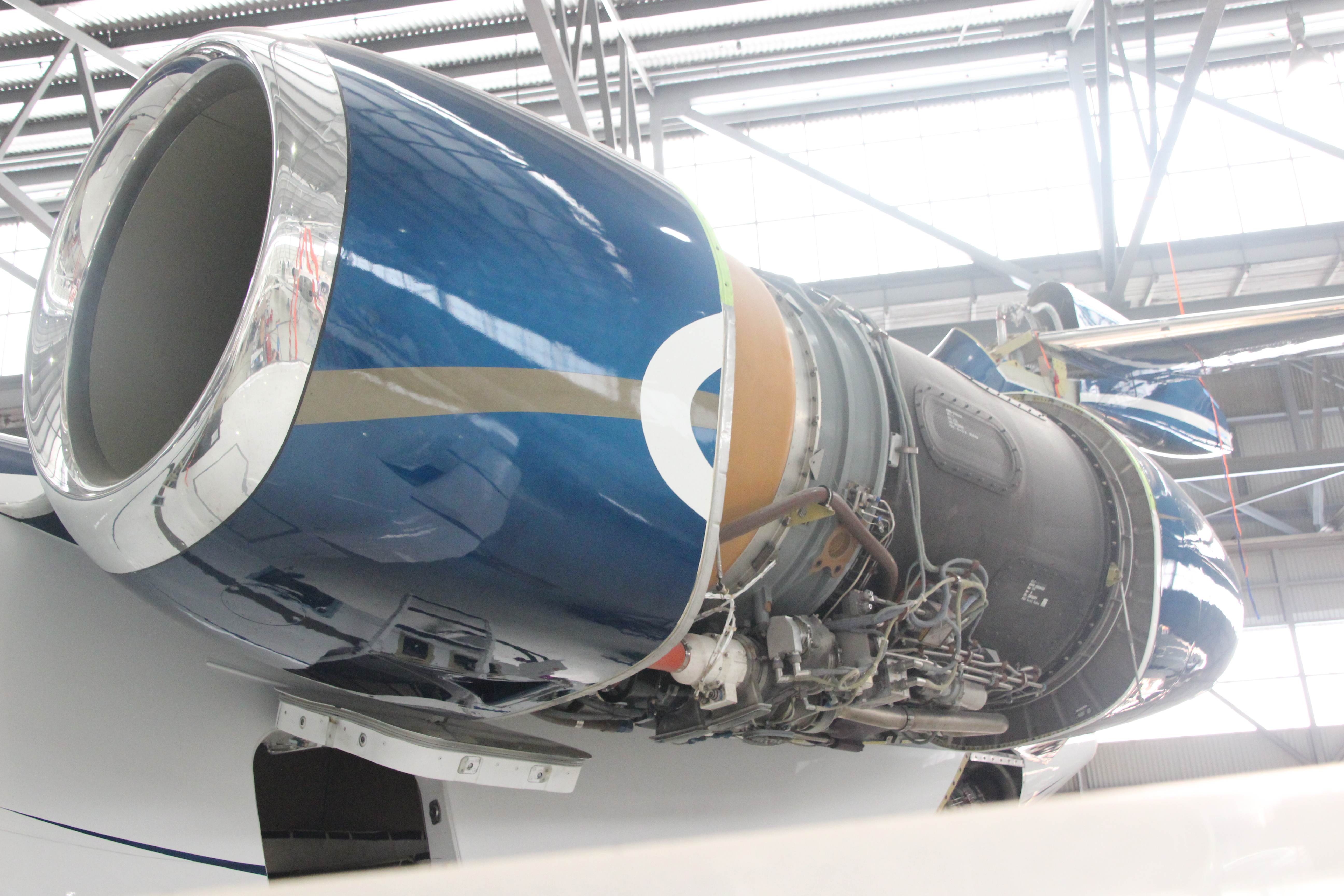
Двигун Rolls-Royce AE 3007, встановлений на літаку Cessna Model 750 Citation X

Основними елементами проєкту MQ-25 Stingray є літальний апарат та станція управління польотами. Відповідно до технічного завдання від ВМС БпЛА забезпечуватиме можливість дозаправлення літаків у повітрі на оперативній відстані до 930 км від базового авіаносця в діапазоні щонайменше від 6 350 кг до 7 260 кг палива. Це подвоїть дальність удару авіаційного крила авіаносця, зокрема, дозволить двом F-35 працювати на відстані 900 км від носія.

### Конструкція літака
Планер MQ-25 має малопомітну обтічну форму фюзеляжу, струнке пряме крило та V-подібне хвостове оперення з великим (тупим) кутом розкриття. Літак має механізми складання крил, щоб зменшувати його габарити в ангарі авіаносця. Шасі літака — три одностійкові опори: передня двоколісна і дві одноколісні, розташовані з обох боків під фюзеляжем за центром тяжіння. Під час польоту опори прибираються всередину фюзеляжу. Безпілотний дозаправник інтегрований з традиційними палубними катапультно-злітною й затримувано-посадковою системами авіаносця.
Літак Boeing MQ-25 оснащений одним турбовентиляторним двигуном Rolls-Royce AE 3007N, який забезпечує тягу 44 кН та додаткове електричне живлення систем. Двигун AE 3007N — представник сімейства турбовентиляторних двигунів з високим коефіцієнтом двоконтурності 5:1, з одноступеневим вентилятором, 14-ступеневим осьовим компресором, кільцевою камерою згоряння, двоступеневою турбіною високого тиску та триступеневою турбіною низького тиску. Повітрозабірник двигуна вбудований у верхній частині фюзеляжу, що ховає лопаті двигуна від радарів, а вихідне сопло у хвості фюзеляжу має сплющений трапецієподібний контур. Двигун виробляється компанією Rolls-Royce в Індіанаполісі, штат Індіана.
Boeing MQ-25 обладнаний заправною системою від компанії Cobham. Цією ж системою оснащені винищувачі F/A-18 E/F, які можуть виконувати функцію дозаправлення. MQ-25 заправляє паливом літаки в повітрі за способом «штанга-конус» з використанням супутникового та радіозв'язку. На підкрильних пілонах літака з одного боку фюзеляжу закріплений додатковий паливний контейнер, з іншого — контейнер системи Cobham. Така конфігурація забезпечує краще балансування планера й більшу стійкість літака під час польоту.
Той факт, що літак може вмістити багато пального та працює на ефективному турбовентиляторному двигуні Rolls-Royce AE 3007, означає, що він може довго залишатися в повітрі, коли використовується для виконання місій за сотні кілометрів від авіаносця. Він може повільно баражувати на певній станції далеко від корабля, долати великі відстані на реактивних швидкостях. Якщо врахувати витрату палива 500 кг на годину в крейсерському режимі для MQ-25, що відповідає комерційним варіантам Rolls-Royce AE 3007, які встановлені на багатьох літаках, таких як Cessna Citation X та Embraer ERJ-145, це відповідає тривалості польоту майже 16 годин у крейсерському режимі. Політ зі швидкістю 600 миль на годину перетворюється на дальність польоту без дозаправлення майже на 10000 км. У режимі баражування на базі на висоті, де використовується менша потужність двигуна, тривалість польоту буде значно довшою.
| Екіпаж                                                                        | пілот, другий пілот, тактичний координатор, оператор повітряних давачів |
| Планер                                                                        |                                                                         |
| Довжина, м                                                                    | 15,8                                                                    |
| Висота, м                                                                     | 3,8                                                                     |
| Висота зі складеними крилами, м                                               | 4,8                                                                     |
| Розмах крил, м                                                                | 23,7                                                                    |
| Розмах зі складеними крилами, м                                               | 9,5                                                                     |
| Силова установка — один турбовентиляторний двигун Rolls-Royce AE 3007N        |                                                                         |
| Коефіцієнт двоконтурності                                                     | 5:1                                                                     |
| Тяга, кН                                                                      | 44                                                                      |
| Службові параметри                                                            |                                                                         |
| Маса порожнього, кг                                                           | 6400                                                                    |
| Максимальна злітна маса, кг                                                   | 20200                                                                   |
| Максимальна швидкість, км/год                                                 | 620                                                                     |
| Калібрована повітряна швидкість звалювання (приземлення, 20 % палива), км/год | 167                                                                     |
| Практична стеля, м                                                            | 12000                                                                   |
| Практична дальність (порожнього), км                                          | 4000                                                                    |
| Оперативна дальність дозаправлення, км                                        | 930                                                                     |

MQ-25 здатний злітати з палуби авіаносців у морі та з аеродромів на суходолі й може заправляти винищувачі F/A-18 Super Hornet, EA-18G Growler та F-35C, а також палубний літак АВАКС E-2D Advanced Hawkeye на висоті від 1500 метрів до 7500 метрів, значно збільшуючи їхню дальність польоту та час перебування в повітрі.

### Системи керування літаком та управління польотами
Система управління польотами безпілотної палубної авіації (англ. Unmanned Mission Control System - UMCS) версії MD-5 забезпечує інтеграцію палубного літака та керування літаючим апаратом MQ-25 Stingray. Головним системним інтегратором MQ-25 є PMA-268 (англ. Program Management Activity 268) — підрозділ Військово-морських сил США, який входить до складу Командування повітряних систем ВПС (англ. Naval Air Systems Command — NAVAIR) і відповідає за управління програмою MQ-25 Stingray. PMA-268 тісно співпрацює з галузевими партнерами для безперешкодної інтеграції MQ-25 в операції палубного типу, включно з керуванням палубою, маневруванням, запуском та поверненням.
Система керування польотом літака складається з апаратного й програмного забезпечення та мереж, які дозволяють пілотам планувати й виконувати польотні місії. До її складу входять консолі, засоби зв'язку поза прямою видимістю (через супутники, ретранслятори тощо), а також розроблена компанією Lockheed Martin багатодоменна система управління Multi Domain Control Capability (MDC2), яка керує повітряними, морськими та наземними операціями. ВМС закупили як корабельну MD-5C, так і наземну MD-5D модифікації MD-5, а також мобільну модифікацію MD-5E для авіаносців без стаціонарної станції управління. 2024 року ВМС встановили свій перший комплекс управління безпілотними місіями (UMCS) на авіаносці USS George H.W. Bush (CVN 77).

### Наземний варіант MQ-25 LBV
Окрім палубної версії, компанія Boeing представила також наземний варіант — MQ-25 LBV (англ. Land-Based Variant), адаптований для використання Повітряними силами США. Цей апарат має розмах крил 28 метрів (проти 23 метрів у морської версії), збільшений об'єм паливних баків, а також можливість нести два зовнішні паливні контейнери місткістю по 1 360 кг палива кожен. Наземна версія MQ-25 підтримуватиме концепцію «Спільні бойові літаки» (англ. Collaborative Combat Aircraft — CCA) і стане елементом нової системи дозаправлення NGAS (англ. Next Generation Air Refueling System).

## Перспективи розвитку проєкту MQ-25
2023 року виконавчий директор програми безпілотної авіації та ударної зброї контрадмірал Стівен Тедфорд накреслив, у якому напрямі розвиватиметься програма палубних БпЛА. На першому етапі — «Stingray для флоту» — ВМС розмістять на авіаносцях від трьох до п'яти платформ, які переймуть на себе заправні функції F-18, щоб вони не відривалися від суто бойових завдань. Другий етап — «Stingray для бою» — розкриє більше можливостей, властивих конструкції Boeing, зокрема для експлуатації в складніших умовах з обмеженим зв'язком. Третій етап — «Stingray для бою» — створить набір рішень для середовища без обмежень, зокрема ворожого: керування з палуби та повітря, запуск та повернення з (низькими ймовірностями перехоплення чи виявлення), використання літака як спільного мережевого вузла з іншими платформами, його оперативна адаптованість до різних середовищ, можливість роботи з кількома операційними системами.
У ВМС наголошують, що MQ-25 — це платформа-«зачинальник», на якій відпрацьовують технології та тактику, бортову інфраструктуру для експлуатації інших типів майбутніх палубних безпілотників авіаносця, зокрема тих, які можуть використовуватися на великих відстанях, не наражаючи пілота на небезпеку. Водночас ВМС США інтегрують у проєкт нову систему дистанційного управління, яка дозволить літакам винищувачам F/A-18 або палубному літаку АВАКС E-2D Advanced Hawkeye керувати MQ-25 під час виконання різнотипних місій.
На думку авіаційних експертів, у перспективі модернізація MQ-25 зможе забезпечити відмінні від дозаправлення нові функціональні можливості у широкому спектрі бойових і розвідувальних місій. Відмова від частини внутрішнього об'єму для палива дозволить вбудувати додаткові сенсорні давачі та мережеві системи. Конформні (вбудовані в обшивку літака) радіолокаційні решітки, забезпечуючи традиційні радіолокаційні функції, а також засоби електронної атаки та зв'язку на великі відстані, не погіршать аеродинамічності та радіолокаційної помітності літака MQ-25. Така модернізація дозволить вести розвідку, електронну боротьбу чи раннє попередження. У режимі баражування високо над ударною групою авіаносця він зможе передавати зібрані його радаром дані «спостереженням униз» екіпажам протиповітряної оборони на кораблях, забезпечити розширений шлюз для обміну даними, щоб підтримувати зв'язок ударної групи авіаносця та інших засобів на великих відстанях поза межами прямої видимості без використання супутникового зв'язку. І хоча MQ-25 насправді не стане повноцінною заміною літака АВАКС E-2D Hawkeye, та все ж він зможе безпечніше й ефективніше виконувати його певні функції, коли літак E-2D відсутній, до того ж тривалість перебування в повітрі якого значно менша і без дозаправлення в повітрі не перевищує семи годин. Поки екіпажі пілотованих літаків відпочивають, оператори MQ-25, у морі чи на березі, виконуватимуть усі завдання, необхідні для забезпечення безпеки ударної групи та оперативної інформованості.
Модернізований MQ-25 потенційно зможе виступати як транспортний чи ударний літак, доставляючи зброю дистанційного керування, таку як крилаті ракети та безпілотники повітряного базування, на тисячі миль від ударної групи авіаносця для забезпечення спостереження та безпосередньої ударної підтримки у вільному повітряному просторі. 2024 року у квітні на виставці Військово-морської ліги з питань моря, повітря та космосу в Меріленді компанія Boeing продемонструвала модель свого палубного безпілотника-заправника MQ-25 Stingray, озброєного парою малопомітних протикорабельних ракет далекого радіуса дії AGM-158C LRASM (Lockheed Martin). Ракети LRASM встановлені на тих самих підкрилових пілонах, на яких у версії безпілотника-заправника закріплені дозаправні контейнери. Хоча MQ-25 в той час ще не досяг початкової оперативної здатності виконувати свою базову роль дозаправлення в повітрі, поява моделі засвідчила, що ВМС США продовжують розглядати варіанти розширення місій для цього безпілотника. Експерти прогнозують, що модернізований MQ-25 зможе виконувати роль протичовнової чи протинадводної оборони й контролю на морі. Створення такої можливості в час зростання загрози підводних човнів допомогло б заповнити прогалину, яка утворилася після виведення 2009 року зі служби на авіаносцях літака протичовнової боротьби S-3 Viking. Після цього майже всі завдання з повітряної протичовнової боротьби ударної групи авіаносців виконують гелікоптери MH-60R Sea Hawk. Зрештою, Stingray міг би навіть виконувати вантажні перевезення, доставляючи невеликі термінові деталі та інші вантажі з авіаносця до місць призначення, що знаходяться у скрутному становищі.

## Команда підрядників Boeing MQ-25
До складу команди підрядників MQ-25 входять:
- Aitech Defense Systems
- Astronics[en]
- BAE Systems
- Cobham Limited[en]
- Collins Aerospace[en]
- Cox & Company
- Crane Aerospace & Electronics[en]
- Curtiss-Wright Defense Solution
- General Electric
- Harris Corporation
- Héroux-Devtek[fr]
- Honeywell
- Innovative Power Solutions
- L3 Commercial Aviation[en]
- Moog Aircraft Group[en]
- Parker Hannifin
- Raytheon
- Rolls-Royce Holdings
- Triumph Group[en]